# Copa del Generalísimo de fútbol 1951
La Copa del Generalísimo de Fútbol de 1951 fue la edición número 47 del Campeonato de España. La conquistó el C. F. Barcelona, lo que supuso su décimo título copero. Se disputó desde el 29 de abril de 1951 hasta el 27 de mayo del mismo año. Los participantes fueron los doce primeros clasificados de Primera División y los dos campeones de Segunda.

## Octavos de final
Se disputó en eliminatoria a doble partido: los encuentros de ida se jugaron el 29 de abril y los de vuelta el 3 de mayo.
| Equipo local                 | Resultado global | Equipo visitante    | Ida | Vuelta |
| ---------------------------- | ---------------- | ------------------- | --- | ------ |
| R. C. Deportivo de La Coruña | 1 - 2            | Real Santander      | 1-0 | 0-2    |
| Real Sociedad                | 5 - 2            | R. C. Celta de Vigo | 4-1 | 1-1    |
| Real Valladolid Deportivo    | 4 - 7            | Atlético de Madrid  | 4-3 | 0-4    |
| R. C. D. Español             | 5 - 7            | Atlético de Bilbao  | 4-2 | 1-5    |
| Real Madrid C. F.            | 8 - 3            | Valencia C. F.      | 3-2 | 5-1    |
| Sevilla C. F.                | 1 - 5            | C. F. Barcelona     | 1-2 | 0-3    |

Clubes exentos: Real Gijón y Tetuán.

## Cuartos de final
Los cuartos de final se disputaron a doble partido: los partidos de ida tuvieron lugar el 6 de mayo y los de vuelta el día 10 del mismo mes. 
| Equipo local       | Resultado global | Equipo visitante  | Ida | Vuelta |
| ------------------ | ---------------- | ----------------- | --- | ------ |
| Atlético de Bilbao | 5 - 2            | Real Gijón        | 3-1 | 2-1    |
| Real Sociedad      | 6 - 2            | Real Santander    | 3-2 | 3-0    |
| Atlético de Madrid | 1 - 2            | Real Madrid C. F. | 0-1 | 1-1    |
| Tetuán             | 2 - 7            | C. F. Barcelona   | 1-3 | 1-4    |

## Semifinales
Se disputaron los partidos de ida el 13 de mayo y los de vuelta el 20 de mayo. 
| Equipo local    | Resultado global | Equipo visitante   | Ida | Vuelta |
| --------------- | ---------------- | ------------------ | --- | ------ |
| Real Sociedad   | 3 - 0            | Real Madrid C. F.  | 1-0 | 2-0    |
| C. F. Barcelona | 2 - 1            | Atlético de Bilbao | 0-0 | 2-1    |

## Final
|            | POR        | Antoni Ramallets 87' |  |
|            | DEF        | Francesc Calvet      |  |
|            | DEF        | Gustau Biosca        |  |
|            | DEF        | Joan Segarra         |  |
|            | MED        | Gonzalvo III         |  |
|            | MED        | Cheché Martín        |  |
|            | DEL        | Josep Seguer         |  |
|            | DEL        | Ladislao Kubala      |  |
|            | DEL        | César Rodríguez      |  |
|            | DEL        | Emilio Aldecoa       |  |
|            | DEL        | Mateo Nicolau        |  |
| Entrenador | Entrenador | Ferdinand Daučík     |  |

|            | POR        | Ignacio Eizaguirre 55' |  |  |
|            | DEF        | Fernando Murillo       |  |  |
|            | DEF        | Ricardo Suárez         |  |  |
|            | DEF        | José María Marculeta   |  |  |
|            | MED        | Sebastián Ontoria      |  |  |
|            | MED        | Patricio Eguidazu      |  |  |
|            | DEL        | Epifanio Fernández     |  |  |
|            | DEL        | Sabino Barinaga        |  |  |
|            | DEL        | José Caeiro            |  |  |
|            | DEL        | Alsúa II               |  |  |
|            | DEL        | José María Pérez       |  |  |
| Entrenador | Entrenador | Benito Díaz            |  |  |

|  | 31' | César        | 1-0 |
|  | 44' | Gonzalvo III | 2-0 |
|  | 67' | César        | 3-0 |

|  | 87' | Juan Velasco |

|  | 55' | Juan Bagur |

| Árbitro: | Manuel Asensi |

|            | POR        | Antoni Ramallets 87' |  |
|            | DEF        | Francesc Calvet      |  |
|            | DEF        | Gustau Biosca        |  |
|            | DEF        | Joan Segarra         |  |
|            | MED        | Gonzalvo III         |  |
|            | MED        | Cheché Martín        |  |
|            | DEL        | Josep Seguer         |  |
|            | DEL        | Ladislao Kubala      |  |
|            | DEL        | César Rodríguez      |  |
|            | DEL        | Emilio Aldecoa       |  |
|            | DEL        | Mateo Nicolau        |  |
| Entrenador | Entrenador | Ferdinand Daučík     |  |

|            | POR        | Ignacio Eizaguirre 55' |  |  |
|            | DEF        | Fernando Murillo       |  |  |
|            | DEF        | Ricardo Suárez         |  |  |
|            | DEF        | José María Marculeta   |  |  |
|            | MED        | Sebastián Ontoria      |  |  |
|            | MED        | Patricio Eguidazu      |  |  |
|            | DEL        | Epifanio Fernández     |  |  |
|            | DEL        | Sabino Barinaga        |  |  |
|            | DEL        | José Caeiro            |  |  |
|            | DEL        | Alsúa II               |  |  |
|            | DEL        | José María Pérez       |  |  |
| Entrenador | Entrenador | Benito Díaz            |  |  |

|  | 31' | César        | 1-0 |
|  | 44' | Gonzalvo III | 2-0 |
|  | 67' | César        | 3-0 |

|  | 87' | Juan Velasco |

|  | 55' | Juan Bagur |

| Árbitro: | Manuel Asensi |

|                         |
| Campeón C. F. Barcelona |
| 10.º título             |